# Highpoint
Highpoint ist ein Census-designated place (CDP) in Hamilton County im US-Bundesstaat Ohio. Die Volkszählung von 2020 erfasste 1.558 Einwohner. Der CDP wurde im Jahr 2010 erstmals vom Census definiert.

## Lage
Der Ort liegt bei den Koordinaten 39° 17' 21.03" Nord und 84° 20' 49.67" West auf einer Höhe von 265 Metern über dem Meeresspiegel nordöstlich von Sharonville im Norden des Großraumes Cincinnati. Die 0,89 km² große Fläche des Gebietes enthält laut Census keinen Anteil an Wasserflächen.